# Toxorhina basalis
Toxorhina basalis är en tvåvingeart som beskrevs av Alexander 1951. Toxorhina basalis ingår i släktet Toxorhina och familjen småharkrankar. Inga underarter finns listade i Catalogue of Life.